# La sposa di Lammermoor
La sposa di Lammermoor è un romanzo storico di Walter Scott pubblicato nel 1819. È ambientato in Scozia durante il regno della regina Anna (1702-1714). Il romanzo narra della relazione amorosa tra Lucy Ashton e Edgar Ravenswood, nemico della sua famiglia. Scott indicò che la trama si basava su fatti realmente accaduti. La sposa di Lammermoor e Una leggenda di Montrose vennero pubblicati insieme e formano la terza serie di Tales of my Landlord.

Lammermoor è una anglicizzazione dello scozzese Lammermuir.

## Antefatto
La storia è romanzesca, ma si basa, secondo l'autore, su un fatto realmente accaduto nella famiglia scozzese Dalrymple. Nella metà del Seicento la sorella più anziana di Sir James Dalrymple venne promessa in sposa a David Dunbar, erede di Sir David Dunbar di Baldoon.

Come d'abitudine il matrimonio fu combinato dai genitori della ragazza. Tuttavia Janet era innamorata di Archibald, terzo Lord Rutherford, la cui famiglia non aveva alcun possedimento. I genitori di Janet si opposero fermamente al matrimonio dei due, proibirono la relazione e la forzarono a sposare David.

Come imposto dalle tradizioni Janet sposò David nella Chiesa di Old Luce, a pochi chilometri dalla sua casa a Carsecleugh Castle.

Sebbene la giornata estiva fosse molto calda i fratelli della ragazza ricordano che le mani di Janet erano fredde come ghiaccio mentre camminava lungo la navata. Janet disse loro "Non voglio stare con lui". La notte stessa, quando la giovane coppia si ritirò nella camera da letto a Baldoon Castle, si sentirono grida provenire dalla stanza. La porta venne forzata e il personale trovò David Dunbar accoltellato e quasi morto. La giovane Janet brandiva un coltello ed era coperta di sangue, piangente e in preda al delirio.

Janet venne giudicata insana di mente e morì di lì a un mese.
Esistono diverse versioni della storia che descrive quanto accadde nella stanza da letto a Baldoon Castle. Una seconda versione rispetto a quella appena descritta vede un Archibald deluso nascosto nella stanza, che accoltella lo sposo e fugge dalla finestra verso il giardino. La tradizione locale aggiunge una terza versione in cui è il Demonio ad uccidere Dunbar e a tormentare Janet sino a farla impazzire.
Le tombe Janet e David si possono vedere nella cappella locale.
«La famiglia Dalrymple - osserva Scott - produsse in due secoli tanti uomini di talento sia civile che militare, di lettere, eminenti figure politiche e professionali quanto qualsiasi casa di Scozia».

## Trama
La sposa di Lammermoor racconta del tragico amore tra Edgar, padrone di Ravenswood, e Lucy Ashton, figlia di Sir William Ashton, nemico di Ravenswood.

La moglie di Sir William è la malvagia della storia, che ordisce l'intero intrigo. Lady Ashton è altera e manipolatrice nel suo scopo di annullare il fidanzamento felice tra Lucy ed Edgar e forzare la ragazza a un matrimonio tanto veloce quanto combinato con il signore di Bucklaw.

All'apice della narrazione, quando l'intrigo prende pienamente corpo e il matrimonio ha avuto luogo, Lucy accoltella lo sposo ferendolo gravemente e sprofonda rapidamente nella follia per morire in breve tempo. Nella storia, Caleb Balderstone, un eccentrico vecchio servitore della famiglia Ravenswood, fornisce un certo sollievo comico. 

## Personaggi principali
- Edgar, signore di Ravenswood
- Caleb Balderstone, suo domestico
- Mysie, moglie di Caleb
- Sir William Ashton, Lord di Lammermoor
- Lady Ashton, sua moglie
- Lucy, loro figlia (16 anni)
- Colonnello Sholto Douglas Ashton, primogenito degli Ashton
- Henry Ashton, figlio minore degli Ashton, circa 14 anni|
- Norman, guardacaccia degli Ashton
- Mr Lockhard, domestico degli Ashton
- Ailsie Gourlay, Annie Winnie, donne anziane, ammonitrici
- Frank Hayston, signore di Bucklaw
- Lady Girnington, zia di Frank

## Opere derivate
Opera lirica
Da questo romanzo Salvadore Cammarano trasse il libretto per Lucia di Lammermoor, del 1835, musica di Gaetano Donizetti.
Cinema
Nel 1909 è uscito il film muto The Bride of Lammermoor: A Tragedy of Bonnie Scotland, regia di J. Stuart Blackton con Annette Kellerman;

## Edizioni in italiano
- Walter Scott, La promessa sposa di Lammermoor, o nuovi racconti del mio ostiere raccolti e pubblicati da Jedediah Cleishbotham ... volgarizzati dal professore Gaetano Barbieri. Milano: per Vincenzo Ferrario, 1824; Milano: V. Ferrario, 1824, Firenze: Tipografia Coen e comp., 1826, Napoli: presso R. Marotta e Vanspandoch, 1826, Torino: tipografia Cassone, Marzorati e Vercellotti, 1830
- La promessa sposa di Lammermoor: romanzo scritto dall'autore del Waverley [i.e. Walter Scott]; nuova traduzione italiana di Carlo Rusconi, Padova: coi tipi della Minerva
- La promessa sposa, ovvero Lucia di Lammermoor, di Walter Scott, Milano: Fratelli Simonetti, 1869?
- Lucia di Lammermoor ovvero la promessa sposa di Walter Scott; dall'inglese, Milano: Cesare Cioffi, 1899
- Lucia di Lammermoor ovvero la promessa sposa di Walter Scott; Firenze: A. Salani, 1909
- Walter Scott, La sposa di Lammermoor, Milano: Rizzoli, 1951
- Walter Scott, La sposa di Lammermoor, traduzione di Bice Onofri, Milano: Garzanti, 1956
- Walter Scott, La sposa di Lammermoor, introduzione di Enrico Groppali; traduzione di Bice Onofri, Milano: Garzanti, 1995